# Барримор, Лайонел
Ла́йонел Герберт Ба́рримор (англ. Lionel Herbert Barrymore, 28 апреля 1878 — 15 ноября 1954) — американский актёр и кинорежиссёр, представитель клана Берриморов. Бродвейский актёр Морис Барримор — его отец, Этель Барримор — сестра, Джон Барримор — его младший брат, Дайана Барримор — племянница, Дрю Барримор — внучатая племянница.

## Биография
До 1907 года Лайонел Барримор выступал в парижских ревю и водевилях, затем в течение 17 лет работал на Бродвее, в 1924 году перебрался в Голливуд. На второй церемонии вручения «Оскаров» (1930) был номинирован как лучший режиссёр за фильм «Мадам Икс», а на следующий год выиграл награду как лучший актёр. В 1933 году вёл пятую церемонию вручения премии «Оскар».
Начиная с 1938 года Барримор был прикован к инвалидному креслу — после того как дважды сломал бедро и, возможно, как следствие артрита — но продолжал активно сниматься в кино.
Скончался в 1954 году от инфаркта.
За свой вклад в развитие киноиндустрии Лайонел Барримор удостоен звезды на Голливудской аллее славы.

## Избранная фильмография
- 1913 — Барышня и мышка / Lady and the Mouse
- 1923 — Вечный город / The Eternal City — барон Бонелли
- 1926 — Соблазнительница / The Temptress
- 1926 — Барьер / The Barrier — Старк Беннетт
- 1928 — Сэди Томпсон / Sadie Thompson — мистер Альфред Дэвидсон
- 1929 — Таинственный остров / The Mysterious Island — граф Андре Даккар
- 1931 — Мата Хари / Mata Hari — генерал Серж Шубин
- 1932 — Гранд-отель / Grand Hotel — Отто Крингелайн
- 1932 — Распутин и императрица — Григорий Распутин
- 1933 — Обед в восемь / Dinner at Eight — Оливер Джордан
- 1933 — Забегая вперёд[англ.] / Looking Forward — Тим Бентон
- 1934 — Девушка из Миссури / The Girl from Missouri — Томас Рэнделл «Ти-Ар» Пейдж
- 1934 — Остров сокровищ / Treasure Island — Билли Бонс
- 1935 — Знак вампира / Mark of the Vampire — профессор
- 1935 — Дэвид Копперфильд / David Copperfield — Дэн Пегготти
- 1936 — Дама с камелиями / Camille — отец Армана
- 1936 — Дьявольская кукла / The Devil-Doll — Пол Лавонд
- 1937 — Отважные капитаны / Captains Courageous — капитан Диско Труп
- 1938 — С собой не унесёшь / You Can’t Take It with You — дедушка Мартин Вандерхоф
- 1939 — Время взаймы[англ.] / On Borrowed Time
- 1944 — С тех пор как вы ушли / Since You Went Away — священник
- 1946 — Эта прекрасная жизнь / It’s a Wonderful Life — Генри Ф. Поттер
- 1946 — Дуэль под солнцем / Duel in the Sun — сенатор Джексон Маккенлес
- 1948 — Ки-Ларго / Key Largo — Джеймс Темпл
- 1949 — Малайя / Malaya — Джон Манчестер